# Claudio Echeverri
Claudio Jeremías Echeverri (* 2. ledna 2006) je argentinský fotbalista, který hraje jako záložník za anglický klub Manchester City.

## Reprezentační kariéra
Echeverri reprezentoval Argentinu v kategoriích do 17, 20 a 23 let. Echeverri vstřelil pět gólů a k tomu si připsal tři asistence na jihoamerickém mistrovství hráčů do 17 let v Ekvádoru v roce 2023, kde Argentina skončila třetí a kvalifikovala se na Mistrovství světa ve fotbale hráčů do 17 let 2023 v Indonésii. Dne 24. listopadu 2023 na mistrovství světa vstřelil hattrick ve čtvrtfinále proti Brazílii. Na turnaji vstřelil pět gólů, Argentina prohrála v semifinále s Německem na penalty a poté v zápase o třetí místo s Mali. 